# Cock Kerling-Simons
Cornelia Alida (Cock) Kerling-Simons (Den Haag, 24 februari 1929 – Leiden, 19 februari 2023) was een Nederlands politicus van de PvdA.
Zij was gemeenteraadslid voor de PvdA in Leiden (1966 – 1974) en lid van het partijbestuur van deze partij (1979 – 1983). In oktober 1982 werd zij benoemd tot  burgemeester van de  gemeente Wormer per 1 november 1982.

## Meisjesbrief
Kerling-Simons werd landelijk bekend als burgemeester toen zij in 1988, in het kader van de in te voeren 1990-maatregel, aan alle 15- en 16-jarige meiden in haar gemeente een circulaire stuurde over de mogelijke gevolgen van deze wetswijziging voor hen.

## Vervroegd pensioen
Bij de gemeentelijke herindeling op 1 januari 1991 ging Wormer op in de nieuwe gemeente Wormerland en is Kerling met vervroegd pensioen gegaan. In februari 1993 was Kerling voorzitter van de werkgroep M/V 50/50 van de Vereniging voor Vrouwenbelangen.
- Nederlandse Thesaurus van Auteursnamen: 189178728
- Virtual International Authority File: 284805002
- WorldCat: E39PBJpJgbpgfw6TpbXgGVDyVC